# Magatzems l'Àguila (Palma)
L'edifici dels Magatzems l'Àguila (en castellà, Grandes Almacenes El Águila) és un edifici modernista construït el 1908 sota projecte de Gaspar Bennàssar situat al carrer de Colom de Palma, a l'illa de Mallorca.
L'estructura consta de quatre plantes. A la façana hi ha balcons amb baranes de ferro ondulat que dona un gran dinamisme, ceràmiques policromes i una profusa decoració floral i vegetal segon la tècnica modernista de l'art nou. Destaca el conjunt d'un arc de mig punt decoratiu. L'edifici de l'Àguila té per objectiu aconseguir el màxim aprofitament de l'espai i una bona il·luminació natural a l'interior. La solució adoptada consisteix a utilitzar nous elements constructius, en aquest cas el ferro. També exposat com a recursos decoratius. Les columnes de ferro fan de feixuc parament i permeteren la instal·lació de grans vidrieres per obtenir una gran il·luminació.